# Heinrich Ruhfus
Heinrich Ruhfus est un officier de la marine allemande né le 14 avril 1895 à Berlin-Charlottenbourg et mort le 26 mai 1955 à Mürwik (Flensbourg).
Konteradmiral pendant la Seconde Guerre mondiale, il devient en avril 1944 commandant de la marine allemande pour la zone de la Côte d'Azur et est donc basé à Toulon. À ce titre, il est l'un des responsables allemands pendant la bataille de Toulon consécutive au débarquement de Provence, laquelle se conclut par sa reddition le 28 août 1944 au lieutenant-colonel français Louis Le Puloch.